# Загальний страйк на півдні Російської Імперії
Загальний страйк на півдні Російської Імперії 1903 — кульмінаційна точка розвитку робітничого руху напередодні революції 1905—1907. У страйку взяло участь більш як 200 тисяч робітників, переважно з великих підприємств України та Закавказзя. 

## Передісторія
Однією із причин страйків стала економічна криза 1900-1903 років, який сильно вразила вугільну, нафтовидобувну та металургійну галузі. 
Економічна криза 1900—1903 років, також відома як Голод в Росії 1900—1903 років, був періодом економічного спаду, що охопив більшість країн і супроводжувався фінансовим крахом  підприємств і різким зниженням рівня виробництва. Точні причини кризи досі залишаються невідомими. Розглядаються кілька теорій, включаючи гіпотезу про гіперіндустріалізацію, яка спричинила занепад інших галузей, а також теорію про утворення великих компаній і синдикатів, що монополізували ринок і призвели до спаду виробництва. У кінці XIX століття більшість розвинених країн переживала економічний підйом. Виробництво вугілля зросло на 65%, виробництво чавуну — більше ніж на 70%, а сталі — майже втричі. Однак криза настала раптово. У 1900 році вона охопила більшість європейських країн, а наступного року — США. Зовнішня торгівля різко скоротилась, багато банків оголосили про банкрутство. В Російській імперії кризові явища спостерігалися вже у 1899 році, які почалися у легкій промисловості, але найбільше ударили по важкій. Протягом кризових років в Росіїйській імперії: 
- Темпи зростання виробництва складали у 1900 році — 5%, у 1901 — 4%, у 1902 — 0,1%, у 1903 — 6,5%. [1]
- Закрилося до 3 тис. підприємств [1]
- Курси акцій таких підприємств, як Путиловський завод, Сормовський, Російсько-Балтійського вагонобудівний, Брянський рельсопрокатний, Нефтове виробництво Нобеля, Бакинське нафтове товариство, Південно-Східна залізниця, Петербурзький рахунковий і кредитний банк впали в середньому на 50-60% [1]
- Виробництво паровозів майже вдвічі скоротилося, а вагонів — більш як вдвічі [1]
- Виробництво чорних металів залишилося на колишньому рівні [1]
- Валовий видобуток нафти навіть у 1908 році не досяг рівня 1900 року [1]
- Середньорічні темпи зростання у легкій промисловості скоротилися з 6% до 4% [1]
- Від голоду померло не меньше 3 мільйонів людей

У відміну від Європи, яка відносно швидко пережила кризу, в Російській імперії вона переросла у затяжну депресію, що тривала щонайменше до 1909 року. Світова криза суттєво підсилила концентрацію виробництв  і капіталу.

## Хід страйків
Страйк відбувся у липні-серпні 1903. У страйку взяло участь більш як 200 тисяч робітників, переважно з великих підприємств Закавказзя й України. Почавши страйк як суто економічну акцію з вимогами восьмигодинного робочого дня, підвищення заробітної плати тощо, страйкарі під впливом збройних сутичок із військами та поліцією висунули й політичні вимоги, зокрема гасло «Геть самодержавство!» та вимоги переходу від царизму до демократії.
Ініціаторами страйку виступили одночасно робітники Баку (нині столиця Азербайджану) й Одеси (Україна). 
1 липня 1903 страйк спалахнув на одному з бакинських підприємств і протягом кількох днів охопив понад 40 тисяч людей в місті, а також поширився на промислові міста Закавказзя  – Тифліс (нині місто Тбілісі, столиця Грузії), Батумі, Поті (Грузія) та інші. 
Страйк в Одесі почали робітники залізничних майстерень, де працювало понад 2 тисячі осіб. 17 липня 1903 кількість страйкарів у місті досягла 40 тисяч. У Києві впродовж 21 липня — 1 серпня страйкувало понад 15 исяч осіб, 22 липня 1903 війська відкрили вогонь по страйкарях, які зібралися біля залізничного вокзалу (4 особи було вбито, 22 — поранено). 21 липня 1903 застрайкували робітники Миколаєва, 7 серпня — Катеринослава (нині місто Дніпро), 8 серпня — Керчі, страйкували в  Харкові, Катеринодарі та ряді інших міст. У цілому в загальному страйку в Україні взяли участь більш як 115 тисяч осіб з 552 промислових підприємств. 
Страйки скрізь супроводжувалися багатотисячними мітингами та демонстраціями, зіткненнями з поліцією і військами. Під час загального політичного страйку дискредитували себе організовані 1901–1903 поліцією з ініціативи жандармського полковника Сергія Зубатова легальні псевдопрофспілкові організації. За допомогою контрольованих поліцейських профспілок царизм намагався деполітизувати розвиток робітничого руху. Втратили вплив у робітничому середовищі й так звані економісти — прихильники винятково економічних методів боротьби. Провалилися також спроби есерівських організацій (див. Партія соціалістів-революціонерів) здійснити в ході страйку терористичні акти в кількох містах. Згідно міфів радянської історіографії, основним рушійним фактором  були більшовики, що не відповідає дісності.
До серпня 1903 року страйк в основному був придушений царськими військами з використанням зброї, але став передумовою революції 1905—1907.